# Обитель смерти (фильм)
«Обитель смерти» (англ. The Rule of Jenny Pen, букв. «Правило Дженни Пен») — новозеландский психологический фильм ужасов 2024 года режиссёра Джеймса Эшкрофта по сценарию Эшкрофта и Элая Кента. Сюжет фильма основан на одноимённом рассказе Оуэна Маршалла. Главные роли в фильме исполнили Джон Литгоу, Джеффри Раш и Джордж Хенаре.
Премьера фильма в США состоялась 7 марта 2025 года.

## Сюжет
После инсульта пожилой судья Стефан Мортенсен оказывается в уединённом пансионе. Там он пересекается с другим обитателем, Дэйвом Крили, который издевается и терроризирует окружающих.

## В ролях
- Джеффри Раш — Стефан Мортенсен
- Джон Литгоу — Дэйв Крили
- Натаниэль Лис — Сонни Осаге
- Томас Сэйнсбери — сиделка Майка
- Йен Мун — Хоуи Уикер
- Ирен Вуд — Олив Шоу
- Джордж Хенаре — Тони Гарфилд
- Маака Похату — доктор Нилс
- Брюс Филлипс — Питер Ллевин
- Холли Шэнахэн — Мэдлин Шепард

## Производство
В 2023 году стало известно, что Джеффри Раш исполнит главную роль вместе с Джоном Литгоу в психологическом триллере.. Экранизация рассказа Оуэна Маршалла, который появился в фильме в роли комео.
Фильм снимался в 2023 году в Таупо, Веллингтоне и Нижнем Хатте, Новая Зеландия. Для съёмок дома отдыха был использован курорт Вайракеи, расположенный недалеко от Таупо.
19 сентября 2024 года фильм был показан на фестивале Fantastic Fest, а в октябре 2024 года — на кинофестивале Sitges. В сентябре 2024 года права на фильм приобрела компанией IFC Films / Shudder для проката в Северной Америке. В Новой Зеландии и Австралии фильм был выпущен 7 марта 2025 года компанией Galaxy Pictures, созданной австралийской компанией Rialto и британской Vertigo Releasing. Премьера фильма в США состоялась 7 марта 2025 года, а в Великобритании неделей позже — 14 марта.

## Отзывы и оценки
На сайте Rotten Tomatoes фильм имеет рейтинг 72 % основанный на 93 отзывах, со средней оценкой 6.6/10. Консенсус критиков гласит: «Пугающе-безумная игра Джона Литгоу царит в фильме, неприятном чиллере, который попеременно монотонен и призрачен».
Рецензент Алекс Биллингтон из FirstShowing назвал фильм «мгновенной классикой ужасов».

## Награды
Эшкрофт получил приз за лучшую режиссуру на фестивале Fantastic Fest в Остине в сентябре 2024 года. Литгоу и Раш разделили награду за лучшего актёра на испанском кинофестивале Sitges в октябре 2024 года.